# Escuela de Magia Chávez
El Chavez College of Magic (Escuela de Magia Chávez) fue fundado en 1941 por Ben Chávez, estableciendo por primera vez una escuela de magia de buena fe. En 1946 el curso de estudio fue aprobado por el Departamento de Educación del Estado de California, siendo la única escuela para magos en América donde los veteranos de la Segunda Guerra Mundial podían estudiar bajo el GI Bill of Rights. A lo largo de los años se han perfeccionado los métodos de enseñanza y se ha añadido nuevo material al plan de estudios. Abarca bolas de billar, cartas, monedas, dedales y cigarrillos para actos escénicos.
En 1961 murió Ben Chávez y Marian Chávez siguió dirigiendo la escuela. Cuando ella falleció en 1978, su deseo fue que Neil Foster y Dale Salwak se convirtieran en copropietarios de la escuela Chávez. Juntos, durante los nueve años siguientes, Foster y Salwak hicieron todo lo posible por continuar con la formación siguiendo la tradición establecida por Ben y Marian Chávez.
En 1988, Neil Foster murió dejando a Dale Salwak para continuar con la enseñanza y la gestión de la sucursal de la Costa Oeste .

## Magos que visitaron la Escuela Chávez
- Channing Pollock
- Norm Nielsen
- Dean Carnegie
- Ed Groves Mr. E
- Julien Magic
- Don Alan
- Eugene Lo (Gee)
- Hannah Chan
- Bond Lee